# Sobradinho, Brazilia
Sobradinho este un oraș mic, de aproximativ 100.000 de locuitori. Se află deasupra munțiilor, fiind orașul de unde se poate vedea Planul pilot al Braziliei. Sobradinho este și o regiune administrativă a Districtului Federal.
Potrivit Institutul Brazilian de Geografie și Statistică, regiunea avea cam 157.577 de locuitori în 2005, și o mărime de 569,37 km². Densitatea demografică este de 226,67 locuitori/km². Numele orașului a fost dat după cuibul unei păsări native, care este făcut cu lut (argilă) și care seamănă cu o clădire mică (sobradinho, în portugheză) deasupra ramurii copacilor.